# Breda Modello 1931
A Breda Modelo 31 foi uma metralhadora pesada italiana largamente utilizada, produzida pela Società Italiana Ernesto Breda e usado pela Marinha italiana, e o Exército italiano durante a segunda Guerra Mundial. No mar, ele foi empregado como uma arma anti-aérealeve, enquanto na terra ele foi montado em blindados de comando  onde ela foi usado como uma metralhadora pesada. Após a II Guerra Mundial permaneceu em uso a bordo de barcos de patrulha da Guardia di Finanza.

## História
Breda Modelo 31, foi construído sob licença, sendo uma cópia do francês Hotchkiss M1929. Breda adquiriu uma licença de produção em 1929, mas não entrou em produção, até 1931. A Modelo de 31 muitas vezes foi montado em em torretas simples ou dulas a bordo de navios de superfície e em uma desaparecendo torretas duplas a bordo de submarinos. A versão terrestre do Modelo de 31 armava os veículos de combate Fiat M14/41 e Fiat M15/42  do Exército italiano. O objetivo do Modello 31 era fornecer defesa aérea a curto alcance, mas, como seus congêneres em outros países, estas pequenas armas de peqeno calibre foram incapazes de defender-sem contra aviões lançadores de torpedo de baixa altitude ou ataques de bombardeios a alta altitude, porque as balas eram muito leves e de curto alcance. Embora uma arma confiável com bom desempenho, foi mais tarde substituída pelo Breda 20/65 Mod. 1935.